# Aziatische Winterspelen 1996
De derde Aziatische Winterspelen werden gehouden van 4 februari 1996 tot 11 februari 1996, in Harbin, China. Normaal hadden de Spelen plaatsgevonden in Noord-Korea maar het lang kon zich niet aan de verbintenissen houden. Het was zes jaar geleden dat er nog een keer Aziatische Winterspelen hadden plaatsgevonden omdat het Aziatisch Olympisch Comité de Zomer- en Winterspelen twee jaar van elkaar wilde scheiden. Daarnaast hadden deze Spelen ook gelijktijdig plaatsgevonden met de Olympische Winterspelen 1994 in Noorwegen.
De officiële opening werd verricht door Jiang Zemin.

## Sporten
- Alpineskiën
- Biatlon
- Freestyleskiën
- IJshockey
- Kunstschaatsen
- Langlaufen
- Schaatsen (zie Schaatsen op de Aziatische Winterspelen 1996)
- Schansspringen stond op het programma als een demonstratiesport.

## Deelnemende landen
| - China - Chinees Taipei - Hongkong - India - Iran - Japan - Kazachstan - Kirgizië - Koeweit | - Libanon - Macau - Mongolië - Oezbekistan - Pakistan - Tadzjikistan - Thailand - Zuid-Korea |

## Medaillespiegel
| Medaillespiegel |             |      |        |        |        |
| Rang            | Land        | Gold | Silver | Bronze | Totaal |
| 1               | China       | 15   | 7      | 15     | 37     |
| 2               | Kazachstan  | 14   | 9      | 8      | 31     |
| 3               | Japan       | 8    | 14     | 10     | 32     |
| 4               | Zuid-Korea  | 8    | 10     | 8      | 26     |
| 5               | Oezbekistan | 0    | 1      | 1      | 2      |
| Totaal          |             | 45   | 41     | 42     | 128    |

1986 · 
1990 · 
1996 · 
1999 · 
2003 · 
2007 · 
2011 · 
2017 · 
2025 · 
2029